# 1935 en bande dessinée
| Années de la bande dessinée : 1932 - 1933 - 1934 - 1935 - 1936 - 1937 - 1938    |
| Décennies de la bande dessinée : 1900 - 1910 - 1920 - 1930 - 1940 - 1950 - 1960 |

Cet article présente les faits marquants de l'année 1935 en bande dessinée.

## Évènements
- février : National Allied Publications (bientôt National Periodicals, puis Detective Comics Inc., puis DC Comics) publie New Fun Comics, considéré comme le premier titre DC.
- octobre : sortie de New Fun Comics #6 comportant les premiers travaux de Jerry Siegel et Joe Shuster, les futurs créateur de Superman, chez DC Comics.
- Première apparition en bande dessinée de Donald Duck dans La Petite Poule avisée, Disney.
- Jo, Zette et Jocko, héros d'une série de bande dessinée écrite par Hergé, voient le jour dans les pages du journal Cœurs Vaillants.

## Nouveaux albums
Voir aussi : Albums de bande dessinée sortis en 1935

### Franco-Belge
| Sortie | Titre                                             | Scénariste     | Dessinateur    | Coloriste      | Éditeur        |
| ------ | ------------------------------------------------- | -------------- | -------------- | -------------- | -------------- |
| ?      | à compléter                                       |                |                |                |                |
| 1935   | Poucette trottin - Poucette trottin à la campagne | Aristide Perré | Aristide Perré | Aristide Perré | Éditions Rouff |
| ?      | …                                                 |                |                |                |                |

### Comics
| Sortie | Titre       | Scénariste | Dessinateur | Coloriste | Éditeur |
| ------ | ----------- | ---------- | ----------- | --------- | ------- |
| ?      | à compléter |            |             |           |         |
| ?      | …           |            |             |           |         |

### Mangas
| Sortie | Titre       | Scénariste | Dessinateur | Coloriste | Éditeur |
| ------ | ----------- | ---------- | ----------- | --------- | ------- |
| ?      | à compléter |            |             |           |         |
| ?      | …           |            |             |           |         |

## Naissances
- 1er janvier : B. Kliban, auteur de comics
- 2 mars : Jean-Paul Dethorey, dessinateur (Louis la Guigne) († 15 mai 1999).
- 13 mai : Kája Saudek, auteur tchèque († 26 juin 2015).
- 20 mai : Tiberio Colantuoni, dessinateur italien
- 10 juin : Yoshihiro Tatsumi, auteur japonais
- 8 septembre : William Vance, dessinateur belge († 14 mai 2018).
- 14 septembre : Fujio Akatsuka, auteur japonais
- 26 septembre : Juan Zanotto, auteur italien
- 7 novembre : Scott Goodall, scénariste britannique († 7 mars 2016).
- 21 décembre : Jidéhem, auteur belge († 30 avril 2017).
- Don Arneson, responsable éditorial et scénariste américain

## Décès
- 20 octobre : Sidney Smith, auteur (The Gumps) et animateur américain